# Friedrich Hacker
Friedrich Hacker, conocido en EE. UU. como Frederick J. Hacker (Viena, 19 de enero de 1914 - Maguncia, 23 de junio de 1989, fue un psiquiatra y psicoanalista austríaco, nacionalizado estadounidense, experto en temas relacionados con la agresividad de los seres humanos y las motivaciones psicológicas del terrorismo. Es conocido además por haber participado como forense o asesor psiquiátrico de los tribunales en varios juicios por asesinatos de figuras destacadas de Hollywood, como el de la actriz Sharon Tate, cuyo resultado fue la condena de Charles Manson y varios de sus seguidores.

## Biografía

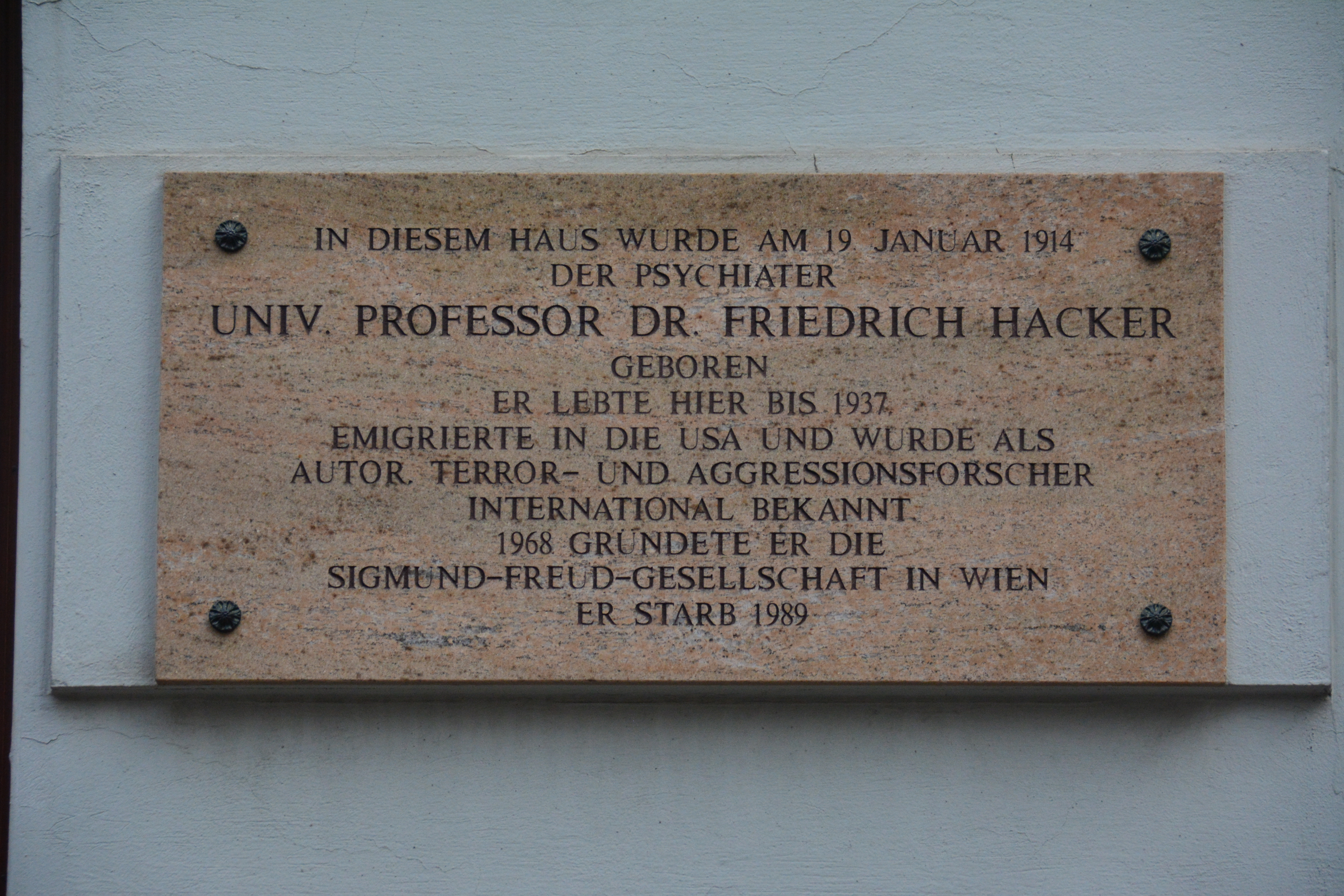
Placa conmemorativa en la que fuera su residencia hasta 1937, Hegelgasse N°12, Viena

Friedrich Hacker nació y creció en la capital austríaca, donde también estudió algunos años en la Universidad de Viena. Tras la situación creada en Viena que desencadenó la anexión de Austria por el nazismo en 1938, se vio obligado a emigrar y continuar sus estudios en Suiza, en la Universidad de Basilea, donde obtuvo su título de médico en 1939. Más adelante se trasladó a Estados Unidos, donde realizó estudios y especializaciones adicionales en psiquiatría y psicoanálisis. En 1945 fundó en California la Clínica de Psiquiatría Hacker con establecimientos en Los Ángeles y en Lynwood.  Después del término de la guerra, volvió muchas veces a Austria, residiendo finalmente de manera intermitente y dividida entre California y Viena.
Aparte de los juicios a la Familia Manson en los que desempeñó un papel relevante como experto, Hacker colaboró en varios casos de violencia criminal famosos, tales como asesinatos, secuestros y atentados, tanto en Estados Unidos, como en Europa. 
En 1968, en conjunto con Harald Leupold-Löwenthal, fundó la Sigmund Freud Gesellschaft, institución que se encargó de la administración de la casa donde trabajó y vivió el fundador del psicoanálisis, estableciendo allí un museo, archivo y biblioteca.
Después de los asesinatos terroristas de los Juegos Olímpicos de Múnich en 1972, prestó asesoría como experto a las autoridades de Alemania Occidental.

## Aporte teórico sobre la agresión y la violencia
Mientras en Estados Unidos Hacker se hizo conocido por su participación como asesor forense en casos de gran presencia en los medios de comunicación, en Europa (principalmente en los países de habla germana) se le reconoce especialmente sus publicaciones sobre la agresión y la violencia.
Desde la escuela psicoanalítica, se basa en la enseñanza de Sigmund Freud y , particularmente, de Konrad Lorenz  sobre el carácter pulsional de la agresión y la violencia, pero también recoge las tesis cognitivo conductuales sobre el comportamiento socialmente aprendido. En 1971 define que la agresión, aunque se trata de un  patrón de comportamiento básico, está regulada, tanto en su desencadenamiento, como en al grado y forma que alcanza, por emociones y sentimientos como el dolor, la ansiedad, la rabia, la provocación, la amenaza de perder posiciones en una jerarquía, etc. y plantea que la forma que toma la agresión puede ser influenciada (fortalecida o disminuida) por las experiencias de aprendizaje. Por eso  no solo la toma de conciencia sobre los procesos internos agresivos, sino las medidas educativas tendrían gran sentido para el control de la violencia y la "brutalización" de la cultura moderna.
En 1976 publicó una tipología de los terroristas, describiendo tres tipos diferentes según ciertos rasgos demarcadores (la motivación, la actitud respecto de sobrevivir, los objetivos, la disposición a negociar, la disposición a asumir riesgos, los procesos mentales, la conducta, las víctimas y la audiencia). Estableció, de acuerdo con estos parámetros, tres tipos que denominó «cruzados», «criminales» y «locos».

## Obras (selección)
En alemán
- Versagt der Mensch oder die Gesellschaft? Probleme der modernen Kriminalpsychologie. Editorial Europa, Viena, 1964.
- Aggression. Die Brutalisierung der modernen Welt. Rowohlt, Reinbek, 1977, ISBN 3-499-16807-3 (Prólogo de Konrad Lorenz).
- Materialien zum Thema Aggression. Gespräche mit Adelbert Reif und Bettina Schattat. Rowohlt, Reinbek, 1974, ISBN 3-499-16850-2.
- Terror. Mythos, Realität, Analyse. Rowohlt, Reinbek 1975, ISBN 3-499-16928-2.
- Das Faschismus-Syndrom. Analyse eines aktuellen Phänomens. Fischer-Taschenbuch-Verlag, Fráncfort del Meno, 1992, ISBN 3-596-10775-X.

En inglés
- Crusaders, Criminals, Crazies: Terror and Terrorism in Our Time,  W W Norton & Co Inc, Nueva York, 1977, ISBN 0393011275

## Reconocimientos
- Orden al Mérito de la República de Austria en 1971[4]